# Szükségem van a szerelemre
A Szükségem van a szerelemre Amanda Elstak első és egyben egyetlen nagylemeze. A lemezen 12 dal hallható, melyek leginkább a szerelemről és a barátság fontosságáról szólnak. A Más most a világ című dal pedig arról, hogy mennyire nehéz olyan embernek lenni, amit a társadalom nagyobb része nem fogad el. A lemez hatalmas siker lett mind az LMBTQ közösség, mind a műfajt kedvelők körében.
Amanda a lemezen együtt énekel Rácz Kati széles körben elismert énekesnővel és Desire Dubounet-val, Magyarországon élő amerikai előadóval, aki szintén transzszexuális, klubtulajdonos. A lemez munkálatai során sok dalt felvettek, melyeket a lemezre szántak, de végül ezek nem kerültek fel rá, így például a szintén nagy sikerű A tűz című dal sem.
A lemezhez Pintér György, Szűcs Balázs és Ember Péter írták a dalokat. A zeneszerző, a hangmérnök, és a hangszerelésért felelős is Ember Péter volt.
A lemez az első olyan album Magyarországon, amelyen magyar transzszexuális előadó dalai hallhatóak. (A Trans-X című transzvesztita popduó annak idején kiadott egy sikeres lemezt, ám ők csupán női ruhás férfiak, azaz transzvesztiták voltak, míg Amanda vállaltan transzszexuális, így a Trans-X lemeze nem tekinthető elsőnek a transzszexuális előadók körében.)

## A lemez dalainak listája
1. Szükségem van a szerelemre (03:24) (duett Rácz Katival)
2. Szívem a tiéd (03:20)
3. Mi barátok vagyunk (03:26)
4. Blue sexy night (03:19) (duett Desire Dubounet-tel)
5. Más most a világ (03:51)
6. Te és én (03:36)
7. Rólad álmodom (03:12) (Zoltán Erika feldolgozás)
8. Sex és szerelem  (03:43)
9. Forrók itt az éjszakák (03:19)
10. Egy életen át (02:59) (a borítón Terry Black.
11. Budapest felett (04:09)
12. Mindig együtt vagyunk (03:04) (duett Rácz Katival)